# Will Turner
William Turner Jr. là một nhân vật giả tưởng và là nhân vật chính của dòng phim Cướp biển vùng Ca-ri-bê. Anh ấy xuất hiện trong các phần phim The Curse of the Black Pearl (2003), Dead Man's Chest (2006), At World's End (2007), và Dead Men Tell No Tales (2017). Anh ấy được miêu tả bởi diễn viên Orlando Bloom (và Dylan Smith diễn vai anh lúc nhỏ trong đoạn mở đầu của Lời nguyền tàu Ngọc Trai Đen).
William Turner là thợ rèn học việc tại Port Royal, Jamaica. Anh thầm yêu con gái của thống đốc là Elizabeth Swann (do Keira Knightley và Lucinda Dryzek thủ vai), mặc dù anh thuộc tầng lớp xã hội thấp hơn cô. Will là con trai của Bootstrap Bill Turner, và anh làm mọi thứ để giải phóng cha anh khỏi ách phục tùng Davy Jones. Anh kết hôn với Elizabeth Swann trong At World's End và họ có một cậu con trai tên là Henry (do Brenton Thwaites và Lewis McGowan thủ vai).

## Diễn xuất
Trang phục của Will trong đoạn cuối Cướp biển vùng Ca-ri-bê: Lời nguyền tàu Ngọc Trai Đen gợi nhớ lại phong cách lãng tử của Errol Flynn. Cũng như cú lắc đầu Turner dùng dao để trượt từ trên cột xuống bằng cánh buồm trong Chiếc rương tử thần mà Douglas Fairbanks đã làm trong bộ phim Hải tặc Đen năm 1926.
Trong phim, Will là một chàng trai tầm 20 tuổi, anh có vai mái tóc nâu dài tới vai và đôi lúc anh cột đuôi ngựa. Trong suốt phần một của bộ phim, anh mặc áo tay dài, áo chẽn da đơn thuần, quần ống túm nâu, vớ dày màu nâu và đôi giày da và dây đeo kim loại. Trong phần hai và phần ba phim, anh mặc rất nhiều đồ bao gồm một bộ đồ thời trang với mũ ba sừng trong lễ cưới của anh là loại dành cho người thuộc tầng lớp thượng lưu. Trong phần hai phim, anh mặc áo vét da khoác ngoài áo sơ mi trắng, quần ống túm và giày ống như yêu cầu của Orlando Bloom. Trong phần hai, anh nhìn trong bảnh trai hơn với vòng dây vải sọc đeo trên cổ và một số nữ trang khác. Trong phần ba phim, anh chủ yếu mặc áo sơ mi nâu tay phồng, áo khoác đen, quần túm màu tối và giày da. Trong hai phần Chiếc rương tử thần và Tận cùng thế giới, Will thi thoảng có đeo đôi vòng vàng nhỏ, anh đeo nó trong suốt phần ba bộ phim. Sau khi Will thành bất tử, anh xuất hiện với chiếc khăn rằn xanh và đôi mắt xanh dương lợt nhờ vào hóa trang. Tóc của anh chuyển từ trơn bóng nhạt và gợn trong phần đầu phim sang dài và khô hơn trong phần hai, có thể do đi biển nhiều. Khi anh trở về từ thể giới bên kia sau mười năm trong phần cảnh cuối phim, anh mặc cổ tay phồng, áo sơ mi trắng, vòng cổ da và khăn đà rằn xanh. Anh còn mang trên ngực vết sẹo do việc bị lấy tim khi anh thành thuyền trưởng của tàu Flying Dutchman.
Trong một cảnh phim Cướp biển vùng Ca-ri-bê: Lời nguyền tàu Ngọc Trai Đen khi Jack và Turner đánh nhau trong nhà thợ rèn, có một cảnh nhỏ cho thấy hình xăm chữ 9 của người Tiên trên cổ tay của Orlando Bloom. Bloom và một số diễn viên khác trừ John Rhys-Davies trong 9 thành viên của "Hội bảo vệ Nhẫn" trong ba phần Chúa tể những chiếc nhẫn đều có cùng hình xăm nay để tưởng nhớ vai diễn của họ trong phim. Đáng lẽ ra phải che đi hình xăm này vì vai diễn "Hải tặc", nhưng nhà sản xuất lại phát biểu ngược lại, "Will có hình xăm trên cổ tay đẹp đấy chứ".

## Phim

### Đầu đời
Will là đứa con duy nhất của "Bootstrap" Bill Turner (do Stellan Skarsgard thủ vai). Theo Jack Sparrow, Will rất giống cha của anh, cả về ngoại hình và khả năng. Tuy nhiên, cha anh không bao giờ có mặt trong suốt thời thơ ấu của anh ở nướcAnh. Will lớn lên với niềm tin rằng cha anh là một thuyền nhân chuyên buôn bán. Sau cái chết của mẹ, Will đã chuyển đến ở tại Cảng Hoàng Gia để tìm cha khi chỉ 12 tuổi, và sau khi được cứu khỏi vụ đắm tàu, anh đến làm người học việc ở xưởng rèn. Bọn hải tặc tàu "Ngọc Trai Đen" do thuyền trưởng "Barbossa" dẫn đầu đến tìm mảnh huy hiệu vàng để hóa giải lời nguyền mà "Bootstrap" đã để lại cho anh. Khi Elizabeth rơi xuống vịnh, nó phát ra sóng trong nước để kêu gọi tàu "Ngọc Trai Đen" đến Cảng Hoàng Gia.

### Cướp biển vùng Ca-ri-bê: Lời nguyền tàu Ngọc Trai Đen
Will Turner được giới thiệu là một thiếu niên trẻ được giải cứu bởi Hải quân Anh, nạn nhân duy nhất sống sót trong cuộc tấn công của cướp biển. Được đưa lên tàu của tân Thủ Hiến Cảng Hoàng Gia Weatherby Swann và con gái ông Elizabeth. Chính Elizabeth là người phát hiện ra Will đang nằm trôi trên mảnh gỗ và cô cũng là người chịu trách nhiệm chăm sóc anh trong suốt cuộc hải trình. Phát hiện ra miếng huy hiệu vàng trên cổ của anh, Elizabeth vội giấu nó ngay để không ai nhận ra anh là hải tặc.
Sau tám năm, Will và Elizabeth vẫn duy trì tình bạn thân hữu, mặc dù Will muốn thổ lộ tình cảm thật sự của mình dành cho cô. Anh là người học việc ở xưởng rèn tại Cảng Hoàng Gia, tuy nó cũng cho anh một chút thứ bậc, nhưng vẫn không đủ để phù hợp với địa vị của Elizabeth, dù cô cũng âm thầm đáp lại tình cảm của anh. Đối thủ của anh, Thiếu tướng James Norrington, là người đức cao vọng trọng hơn Will về mọi mặt, dường như chắc thắng để giành tình cảm của Elizabeth. Trong thời gian đó, Will đã hoàn thiện kỹ năng rèn kiếm bậc thầy, tuy nhiên mọi công lao đều thuộc về người thầy xay xỉn của anh. Will là một trường hợp điển hình, anh là người tự hoàn thiện kỹ năng kiếm thuật của mình. Theo lời dẫn trong phim DVD, anh là tay kiếm cừ khôi nhất trong số các nhân vật bao gồm Jack Sparrow, Barbossa và Norrington. Tuy vậy, Will rất thiếu kinh nghiệm trong chiến đấu thực tiễn, nhất là khi Sparrow thắng Will trong trận đấu kiếm, anh đã cho rằng Jack "ăn gian" khi bỏ qua "luật giao đấu", anh tin rằng mình sẽ giết được Sparrow trong trận đấu kiếm công bằng. Sparrow trả miếng lại "Vậy thì nó chả ích lợi gì cho tôi khi tôi công bằng nhỉ". Will cũng rất ngạc nhiên khi Sparrow nói rằng "Những điều mà một quý ông có thể làm và không thể làm". Nó là một bài học mà Will không thể nào quên.
Lúc bắt đầu, Will được mô tả là một nhân vật đầy danh dự, cảm xúc hơn là một người đơn giản và hành động theo lý trí, điều này được tỏ rõ khi người anh quen gặp nạn. Tuy nhiên, trong suốt ba phần phim, nhân vật Will được nhìn nhận bởi tính logic và kinh nghiệm, anh cũng dần nhận ra ranh giới giữa đâu là luật pháp, đâu là tình người. Will là một người luôn hi sinh vì tình yêu và tình bạn. Tuy nhiên, vào lúc đầu, ngay cả khi có cơ hội để tiến thân, anh vẫn luôn là một người tuân theo lệ thường là tuân thủ luật pháp, làm việc chăm chỉ và hiểu rõ về địa vị bản thân trong xã hội sẽ giúp anh được đối đãi công bằng và có cuộc sống bình yên. Vòng đời định mệnh đã mỉa mai Will khi một người ôn hòa và tuân thủ luật pháp như anh nhận ra rằng cha mình là tên hải tặc Bootstrap Bill Turner phục vụ trên tàu Ngọc Trai Đen dưới quyền thuyền trưởng Jack Sparrow. Will vẫn buồn bã sâu xa về dòng máu của mình đang mang, mặc dù Sparrow nói rằng Bootstrap là một người tốt. Will cũng được biết rằng khi Barbossa và thủy thủ đoàn nổi loạn và bỏ rơi Sparrow trên đảo hoang, chỉ duy nhất có Bootstrap bảo vệ Jack và không đồng tình với cuộc nổi loạn của Barbossa. Sau khi đám hải tặc biết được việc Bootstrap đã đưa cho Will miếng mề đai vàng và làm cho chúng không thể giải được lời nguyền Aztec vì tội phản bội Sparrow, chúng đã buộc Bill vào nòng đại bác và bắn ông xuống biển. Để phá giải lời nguyền, chúng phải hoàn trả miếng mề đai vàng phải hòa cùng máu của Will về chiếc rương.
Mặc dù Will là một công dân gương mẫu và căn ghét bọn hải tặc, tuy nhiên anh vẫn tự chấp nhận trong việc nhờ vả hải tặc, đặc biệt là anh phải liên minh với Jack Sparrow để giải cứu Elizabeth. Sau khi trưng dụng một tàu hải quân và tuyển dụng thủy thủ đoàn tại Tortuga, Will và Sparrow đến đảo Isla de Muerta nơi mà Barbossa đang bắt giữ Elizabeth. Will lại không biết rằng, Sparrow dự tính dùng anh làm vật trao đổi để lấy lại tàu Ngọc Trai Đen. Khi Will nhận ra được vai trò của mình trong việc phá vỡ lời nguyền, anh đã đổi mình để lấy sự tự do cho Elizabeth và thủy thủ đoàn, nhưng rồi anh cũng bị Barbossa lừa. Trong phần cuối, Sparrow và Will thành công trong việc phá bỏ lời nguyền; Sparrow giết chết Barbossa, và đám hải tặc thua cuộc. Trong buổi xử tử Sparrow, Will cho rằng Sparrow không đáng chết, thú nhận tình cảm của anh dành cho Elizabeth trước khi liều mình cứu Jack. Họ nhanh chóng bị bao vây bởi lính áo đỏ, nhưng Will vẫn không bỏ rơi Jack. Elizabeth đã thú thật tình cảm của mình để cứu Will và bảo đảm an toàn cho Jack. Will được tha trong khi Sparrow nhảy xuống vịnh và lên thuyền Ngọc Trai Đen đang chờ anh.

### Cướp biển vùng Ca-ri-bê: Chiếc rương tử thần
Will trở lại trong phần hai của phim sau phần Cướp biển vùng Ca-ri-bê: Lời nguyền tàu Ngọc Trai Đen. Trong phần này của phim, tính cách của anh đã giống hải tặc nhiều hơn, làm ta nhớ lại tình cách lãng tử của Errol Flynn, và nó cũng phản ánh sự thay đổi của Will từ một chàng trai ngây thơ thành người thông hiểu hơn. Trong việc giúp đỡ Sparrow trốn thoát, Will và Elizabeth đã bị bắt giữ tại lễ cưới của họ, người bắt giữ họ là Bá tước Cutler Beckett, người đã trở nên giàu có và quyền lực hơn nhờ lợi nhuận từ Công ty thương mại Đông Ấn và Vua Anh. Họ bị kết án tội chết vì hỗ trợ Sparrow trốn thoát. Beckett đề nghị họ sẽ được tha nếu Will tìm được chiếc la bàn của Jack Sparrow. Anh được mang Thư chiêu hồi với mục đích muốn Jack tham gia đội tàu lùng.
Để cứu lấy Elizabeth, Will lên đường truy lùng Jack Sparrow và chiếc Ngọc Trai Đen. Anh tìm thấy thủy thủ đoàn bị bắt trên đảo Pelegosto, đây là một hòn đảo của tộc ăn thịt người. Họ trốn khỏi đảo với sự trở lại ngoài dự kiến của Pintel và Ragetti. Jack đồng ý trao cho Will cái la bàn với điều kiện anh phải giúp hắn tìm chiếc chìa khóa, và anh hoàn toàn không biết Jack muốn tìm cái gì. Will, Jack và thủy thủ đoàn tìm đến Tia Dalma, một nữ phù thủy, bà ta rất lấy làm hứng thú ở Will, và nói rằng anh mang trên mình "định mệnh gắn liền". Dalma nói rằng chiếc chìa khóa để mở Chiếc rương tử thần, bên trong nó chứa trái tim của Davy Jones. Thủy thủ đoàn đến tìm Jones, và Will sớm bước lên con thuyền đắm mà Jack một hai cho rằng đó là con tàu ma Flying Dutchman của Davy Jones. Khi con tàu Flying Dutchman thật hiện ra, Jack cố tình trao đổi Will để trả nợ máu của mình, nhưng Jones bác bỏ, nói rằng một linh hồn là không đủ. Thay vào đó, Jones giữ Will như là con tin và yêu cầu phải bổ sung thêm 99 linh hồn nữa, nếu không Jack phải giao linh hồn mình hoặc bị quái vật Kraken nuốt sống. Vì Sparrow đã từng làm cuộc trao đổi với Davy Jones để đào tàu Ngọc Trai Đen từ đáy biển lên và cho Jack làm thuyền trưởng 13 năm đổi lấy việc Sparrow phục vụ trên tàu Dutchman một thể kỷ.
Will gặp được "Bootstrap" Bill Turner, người cha mà Will tìm kiếm bấy lâu. Giờ đây, ông đã thỏa ước với Jones để phục vụ trên con tàu ma. Sau vụ tai nạn, Will bị phạt 5 roi sau lưng, Bootstrap đề nghị nhận thay con mình, nhưng Davy Jones không đồng ý và yêu cầu tự tay Bootstrap đánh Will. Ngay sau khi đánh Will, ông bảo anh đó là hành động trắc ẩn của Davy. Khi Will thách thức Davy Jones trong trò Xúc xắc mẹo, anh đã cược linh hồn mình cho chiếc chìa khóa của Chiếc rương tử thần, nhưng Bootstrap chen ngang vào. Ông đã cố tình thua để cứu con trai mình vì nghĩ rằng con trai mình sẽ thua và chịu cảnh nô dịch vĩnh viễn trên tàu ma. Will trộm chiếc chìa khóa và trốn thoát trên chiếc bè nhỏ, thề rằng anh sẽ giải thoát cha mình nay mai. Ý định cứu cha của Will trở thành nổi ám ảnh của Will, một phần cũng là vì anh tin rằng mình cũng nợ cha mình trong việc trốn thoát. Một con thuyền đi ngang cứu Will, nhưng Jones đã kêu quái vật Kraken tiêu diệt nó. Will sống sót và bám lấy tàu Dutchman để đến đảo Isla Cruces nơi mà Jones đã chôn Chiếc rương tử thần có chứa trái tim của mình.
Tại đảo Isla Cruces, Will tái ngộ với Elizabeth, người đã trốn khỏi nhà tù và tham gia vào thủy thủ đoàn của Jack Sparrow, cùng hiện diện có cựu Thiếu tướng James Norrington. Họ tìm ra được chiếc rương và đã có chìa khóa trong tay, Will tính tự tay đâm vào trái tim để giết Davy Jones, nhưng anh lại vướng vào cuộc đấu kiếm tay ba giữa anh, Norrington và Jack Sparrow, cả ba đều muốn có trái tim. Cuối cùng, Norrington đã trộm được trái tim và Thư chiêu hồi rồi trốn thoát trong cuộc truy kích khỏi thủy đoàn của Davy Jones.
Tàu Ngọc Trai Đen chạy trốn, bỏ xa tàu Flying Dutchman nhưng Davy Jones lại một lần nữa triệu hồi quái thú Kraken. Vì đã có kinh nghiệm trong việc đánh nhau với Kraken trước đó, Will đã dẫn đầu thủy thủ đoàn đẩy lùi nó và có đủ thời gian để trốn khỏi tàu. Khi Elizabeth nhận ra quái thú Kraken theo đuổi Jack, cô đã đánh lừa Jack bằng nụ hôn tình cảm và bí mật còng tay anh vào cây cột. Không biết được ý định của cô, Will tin rằng Elizabeth đã yêu Jack. Từ con xuồng, thủy thủ đoàn nhìn cảnh quái thú Kraken kéo tàu Ngọc Trai Đen vào trong thế giới của Davy Jones.
Will, Elizabeth và thủy thủ đoàn đến trú ẩn tại chỗ của Tia Dalma. Trong khi thủy thủ khóc thương cho Jack, Will chỉ tỏ ra chán nản, Tia Dalma hiểu Will không chỉ tại tình cảm giữa Elizabeth và Jack mà vì với tàu Ngọc Trai Đen anh có thể đánh bại Jones và giải thoát cha anh. Gibbs kêu gọi nâng ly chia buồn cho thuyền trưởng xấu số của mình, Will chỉ buồn bã nâng ly. Nhìn cảnh Elizabeth khóc thương Jack, anh tin rằng Elizabeth đã yêu Jack, anh đã cố nói với cô Nếu anh có thể làm điều gì đó... Tia Dalma ngắt ngang, hỏi anh và mọi người có sẵn lòng để đi đến tận cùng thế giới để giải cứu Jack Sparrow và tàu Ngọc Trai Đen hay không. Mọi người đồng thanh Vâng, bao gồm cả Will, trong anh bừng dậy một tia hi vọng để lấy tàu Ngọc Trai Đen giải cứu cha mình. Tia Dalma nói rằng họ cần một vị thuyền trưởng dày dặn kinh nghiệm biết đường đến đó. Tất cả mọi người đều bất ngờ, thuyền trưởng Barbossa tái sinh bước xuống cầu thang.

### Cướp biển vùng Ca-ri-bê: Nơi tận cùng thế giới
Trong phần này, Will xuất hiện tại Singapore cùng với Elizabeth, Barbossa, Tia Dalma và thủy thủ đoàn tàu Ngọc Trai Đen. Họ đến để thỏa thuận với Sao Feng, Chúa tể cướp biển vùng Biển Đông để xin tấm biểu đồ dẫn đường đến Tận cùng thế giới và thế giới của Davy Jones. Will đã cố để trộm tấm biểu đồ nhưng đã bị bắt. Có thể thấy, nhiệm vụ của mọi người là giải cứu Jack Sparrow khỏi thế giới của Davy Jones, nhưng Will lại có ý định của riêng mình là dùng tàu Ngọc Trai Đen để cứu cha anh khỏi tay của Davy Jones. Khi Mercer và lính của Công ty thương mại Đông Ấn tấn công nhà nghỉ của Sao Feng, Feng làm một cuộc thỏa thuận bí mật với Will — Jack Sparrow đổi lấy tàu Ngọc Trai Đen. Will và những người khác du hành đến Tận cùng thế giới, vượt qua thác nước lớn đế đến được thế giới của Davy Jones. Tại đó, họ tìm thấy Jack đang bị ảo giác trên tàu Ngọc Trai. Sau cuộc thỏa thuận, Jack cùng ra khơi với họ, mặc dù Barbossa vẫn tranh cãi về việc ai là thuyền trưởng. Will được biết Elizabeth đã cố tình giao Jack lại cho quái thú Kraken. Will đã cố nói với cô rằng tình cảm của họ sẽ khó tồn tại nếu thiếu niềm tin của nhau và tự lựa chọn cách của riêng mình, khi anh thấy cô khá xa lánh và nản chí sau cái chết của Jack, nhưng hóa ra đó là vì cô cảm giác tội lỗi khi dồn Jack vào đường cùng.
Will hay tự lựa chọn riêng mình, và anh đã bí mật giao ước với Feng để trưng dụng tàu Ngọc Trai Đen, mặc dù mục tiêu của anh chỉ để cứu cha mình. Nhưng Sao Feng phản bội anh trong một thương vụ riêng với Bá tước Beckett, mặc dù ngay sau đó Beckett đã phản lại ông. Khi đó, Feng mặc cả với Barbossa đổi tàu Ngọc Trai Đen lấy Elizabeth, người mà ông tưởng nhầm là nữ thần biển Calypso. Elizabeth có thể hiểu cho hành động của anh, nhưng cô rất sốc khi biết rằng anh đã bán đứng Jack cho Sao Feng để đạt được mục đích của mình. Buồn cười cho Will, cô đồng ý đổi mình lấy sự an toàn cho toàn bộ thủy thủ đoàn. Jack bỏ tù Will, nhưng anh sớm thoát ra. Vẫn muốn lấy tàu Ngọc Trai Đen, Will đã để lại dấu vết cho Bá tước Beckett đến được Động Thuyền Đắm, đồn lũy của Hội nghị Brethren. Jack bắt gặp được anh, nhưng bất ngờ trao cho Will chiếc la bàn ma thuật của mình trước khi đẩy anh ra khỏi tàu, có thể thấy rõ ràng là Jack muốn Beckett tìm thấy họ. Trôi dạt trên thùng gỗ, Will đến được tàu của Beckett, chiếc Endeavour.
Will tái hợp với Elizabeth, giờ đây đã được Sao Feng phong làm thuyền trưởng và là Chúa tể cướp biển. Elizabeth đã đổi Jack lấy Will trong cuộc hòa đàm với Beckett và Davy Jones. Elizabeth nói với Will rằng cô đã hiểu được gánh nặng mà anh đang mang trên vai, cô cho rằng Bootstrap không thể cứu được nữa, nhưng Will không đồng ý. Trong suốt cuộc giao tranh ở vòng nước xoáy, Will tiếp tục cầu hôn Elizabeth, anh đã thuyết phục cô rằng đây là cơ hội cuối cùng của họ để lấy nhau. Tự biết rằng mình rất yêu và muốn được ở bên anh, Elizabeth đã nhờ Barbossa chứng giám cho họ; họ đã thề ước với nhau trong suốt trận đấu và hôn nụ hôn cuối cùng trước khi định mệnh tìm đến Will.
Sau khi đánh nhau trên cột buồm với Jack trên tàu Flying Dutchman, Davy Jones xuống tàu và đấu tay đôi với Elizabeth. Will lao vào cứu cô, nhưng anh quên rằng vũ khí của anh hoàn toàn vô hại đối với Jones, mỉa mai thay giờ đây Jones mang trên mình thanh kiếm mà Will đã rèn cho Thiếu tướng Norrington trong phần đầu Lời nguyền tàu Ngọc Trai Đen. Jones chĩa vào ngực của Will và hỏi với đầy vẻ thách thức " Ngươi có sợ chết không ? ", Jack đã cố ngăn cản nhưng Jones đâm Will bằng chính thanh kiếm mà anh đã tạo ra. Jack hiện đang cầm trái tim của Jones trên tay, bỏ qua cơ hội để thành bất tử và dành nó cho Will, cầm tay Will đâm vào trái tim và giết Jones. Ngay khi Will chết, Bootstrap đã moi tim anh và đặt vào Chiếc rương tử thần. Will tái sinh thành thuyền trưởng bất tử của tàu Flying Dutchman, hoàn thành định mệnh của anh là giải thoát lời thề cho toàn bộ thủy thủ đoàn. Dưới quyền của Will, thủy thủ đoàn đã trở lại bình thường dạng người ngay khi con tàu trồi lên mặt nước. Will chỉ huy tàu Dutchman phối hợp cùng tàu Ngọc Trai Đen để đánh bại và phá hủy tàu Endeavour, giết chết Cutler Beckett. Toàn bộ thuyền chiến trong hạm đội của Beckett bỏ chạy khỏi chiến trường.
Will giờ đây là thuyền trưởng trên con tàu bất tử, anh phải ra khơi mãi mãi trong thế giới vô định, nhiệm vụ của anh là chở những người chết sang thế giới bên kia. Thủy thủ đoàn của tàu Dutchman giờ đây đã thoát khỏi lời thề và trở lại hình dạng con người, họ đều tiếp tục thề phục vụ trung thành thuyền trưởng Turner. Will được phép lên bờ trước khi anh bắt đầu 10 năm nghĩa vụ tại thế giới vô định trên tàu Dutchman. Elizabeth là người phàm, cô không thể theo anh trên tàu. Bootstrap Bill vẫn ở lại cùng anh dù anh đã giải phóng lời thề cho ông. Will trải qua một ngày với Elizabeth tại đảo để hoàn thành lễ cưới của họ. Trước khi về lại tàu Dutchman lúc hoàng hôn, anh đã trao cho Elizabeth Chiếc rương tử thần đang giữ trái tim của anh. Tàu Flying Dutchman biến mất khi tia sáng xanh chói lên nơi chân trời.
Will trở lại sau mười năm, anh gặp Elizabeth và con trai của họ là Henry.

### Cướp biển vùng Ca-ri-bê: Salazar báo thù(2017)
Orlando Bloom tiếp tục đảm nhận vai diễn Will Turner trong phần phim thứ năm, xuất hiện với những con hà bám đầy mặt, ám chỉ lúc này anh đang gặp thất bại với tư cách là Thuyền trưởng của Flying Dutchman. Ở đầu phim, Henry Turner cố tình dìm mình xuống để thu hút Dutchman , tin rằng anh đã tìm ra cách chữa khỏi lời nguyền cho cha mình, nhưng Will bác bỏ ý kiến này, chắc chắn rằng không có cách nào để giải thoát khỏi nhiệm vụ đó, anh yêu cầu Henry hãy quên anh đi. Chín năm sau, Jack Sparrow tuyển Henry, thủy thủ đoàn nhỏ của anh ta, một cô gái tên Carina Smyth (thực chất là con gái của Barbossa) và Barbossa để giúp anh tìm Cây đinh ba của Poseidon, sự hủy diệt của Cây đinh ba sẽ phá vỡ mọi lời nguyền do biển áp đặt, bao gồm cả lời nguyền ràng buộc Will với Dutchman. Cuối phim, Will đoàn tụ với Elizabeth. Trong cảnh hậu danh đề, Will Turner và Elizabeth Swann đang ngủ thì phòng ngủ của họ xuất hiện bóng dáng của Davy Jones. Sau đó Will tỉnh dậy và cho rằng chỉ đơn giản là giấc mơ và quay lại ngủ tiếp, không để ý thấy vũng nước và những con hà trên sàn.

## Trò chơi điện tử
Will Turner xuất hiện trong Kingdom Hearts II và Kingdom Hearts III, màn thế giới của Cướp biển vùng Caribe, vùng Port Royal. Trong phiên bản tiếng Nhật của Kingdom Hearts II cũng như trong các bộ phim, anh ấy được Hirakawa Daisuke lồng tiếng và cũng là người lồng tiếng bản tiếng Nhật cho Legolas, một nhân vật nổi tiếng khác do Bloom thể hiện. Crispin Freeman là người cung cấp giọng nói của Will cho phiên bản Hoa Kỳ của trò chơi vì Orlando Bloom không có mặt do quá trình quay phim Dead Man's Chest và At World's End. Freeman cũng là người lồng tiếng cho Will trong trò chơi điện tử Pirates of the Caribbean: The Legend of Jack Sparrow và trong trò chơi điện tử chuyển thể của Pirates of the Caribbean: At World's End.
Will Turner xuất hiện trong trò chơi điện tử Pirates of the Caribbean: Dead Man's Chest và trong Lego Pirates of the Caribbean: The Video Gamelà một nhân vật có thể chơi được trong cả hai trò chơi và một lần nữa được Crispin Freeman lồng tiếng. Anh cũng xuất hiện trong trò chơi Pirates of the Caribbean Online với tư cách là nhân vật đưa cho người chơi thanh kiếm đầu tiên của họ. Trong các phiên bản trước của trò chơi, Will thúc giục người chơi chạy và xác định vị trí của Tia Dalama sau khi nghe thấy tiếng binh lính đập cửa. Will rút kiếm và ở lại để đối đầu với chúng. Trong phiên bản mới hơn xuất hiện các bộ xương xác sống.